# Софија Тракијска
Софија Тракијска је хришћанска светитељка. 
Православна црква прославља свету Софију 4.(17.) јуна.
Софија је рођена у трачком граду Еносу, у Родопима у Тракији. Као млада се удала и била је мајка шесторо деце. Пошто је била заузета многим бригама и обавезама, увек је држала заповести Божије и живела врлинским животом.
Након што су јој деца умрла, постала је хранитељица за сирочад, а такође и помоћница удовицама. Продала је своје имање, дала новац сиромашнима и почела да води строг живот, једући само хлеб и воду.
У њеном житију стоји „Због њене понизности и љубави према сиромашнима, Бог ју је благословио на следећи начин. У њеној кући био је суд с вином који је чувала за сиромахе. Приметила је да колико год вина се узме из посуде, она ће ускоро поново бити пуна. Међутим, чим је некоме рекла за ово чудо и прославила Бога, посуда је била празна. Света Софија се растужила, верујући да је кривица пресушила због њене недостојности. Стога је почела да се уздржава од свега све док њено здравље није нарушено.”
Осећајући да се ближи крај њеног живота, света Софија је примила монашки постриг и у 53. години живота и убрзо умрла.